# Donker pimpernelblauwtje
Het donker pimpernelblauwtje (Phengaris nausithous, voorheen geplaatst in geslachten Maculinea en Glaucopsyche) is een dagvlinder uit de familie Lycaenidae (kleine pages, vuurvlinders en blauwtjes).
De vlinder heeft een voorvleugellengte van ongeveer 17 mm. De bovenkant van de vleugels van het mannetje is donkerblauw met veel donkerbruine spikkeling en soms wel soms geen zwarte vlekken. Bij het vrouwtje is de bovenkant bruin met enig blauw bij de vleugelaanzet. De onderzijde is lichtbruin met een vaak vage rij zwarte stippen.

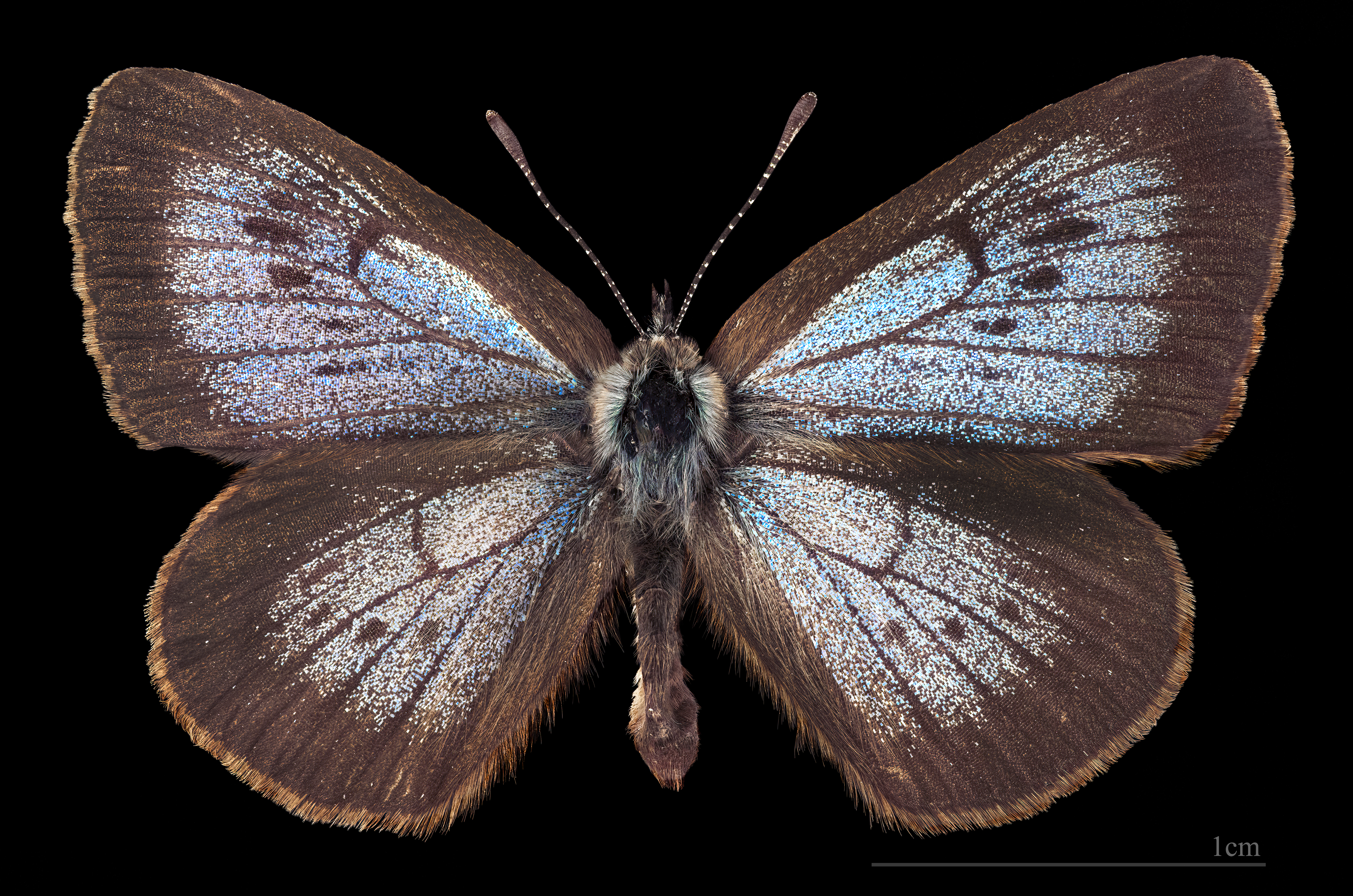
Phengaris nausithous ♂
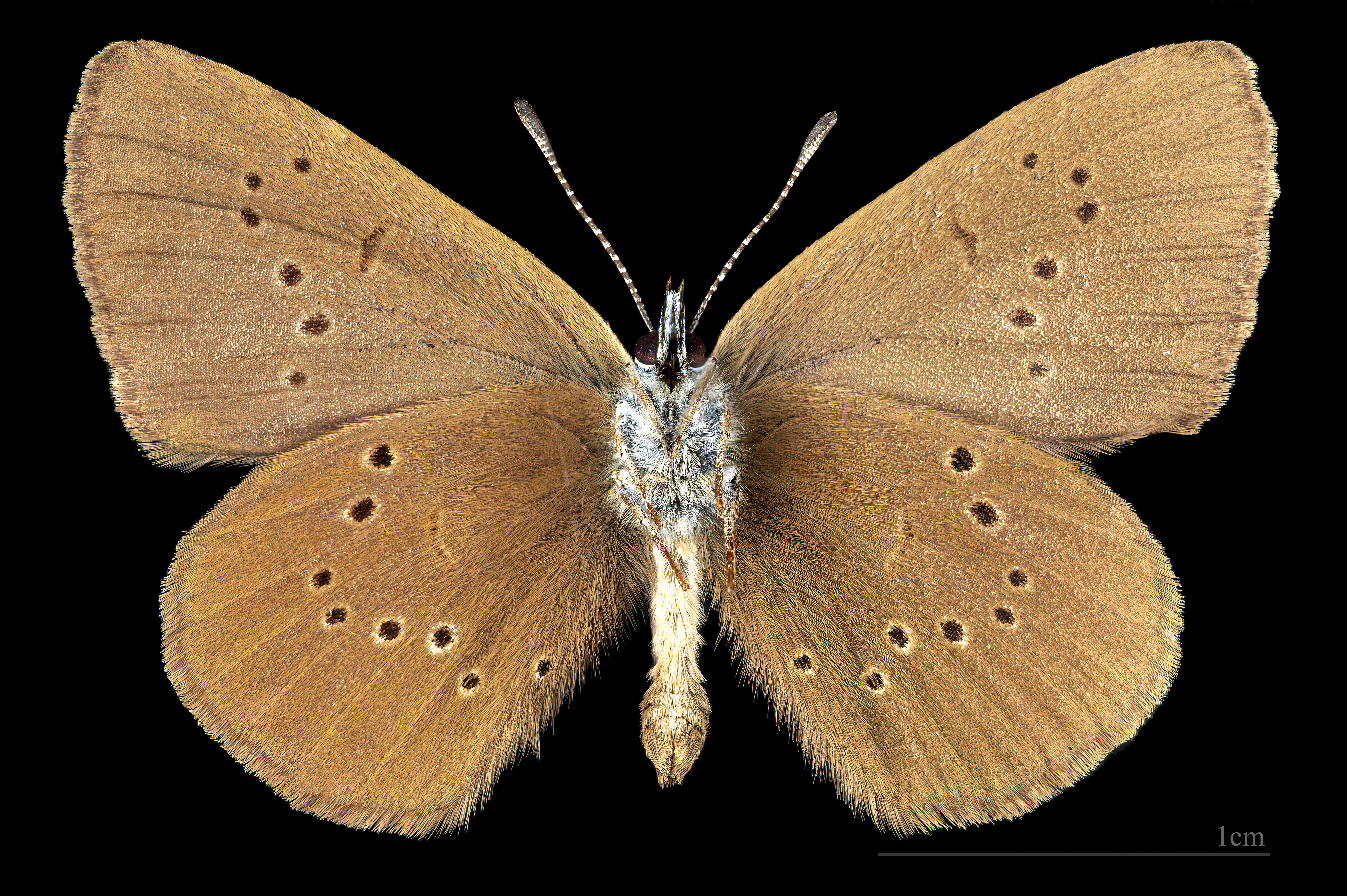
Phengaris nausithous ♂  △

Het donker pimpernelblauwtje komt vooral voor in Centraal-Europa en was verdwenen uit Nederland. In 1990 werd de vlinder geherintroduceerd in natuurgebied de Moerputten bij 's-Hertogenbosch. Na aanvankelijk standhouden is de soort daar sinds 2004 niet meer aanwezig. In 2001 was er een spontane vestiging in het Roerdal in Limburg. In Posterholt werd in 2020 een leefgebied van het donker pimpernelblauwtje per ongeluk gemaaid door het Waterschap Limburg en is daar sinds 2023 niet meer gezien. De vlinder geeft de voorkeur aan matig voedselrijk, vochtig grasland als leefgebied.
De waardplant is de grote pimpernel (Sanguisorba officinalis). De rupsjes verlaten deze na enkele weken om te worden meegenomen door mieren. Meestal worden ze al na een kwartier gevonden, aanzienlijk sneller dan bij het pimpernelblauwtje. Ze overwinteren en verpoppen in het mierennest van de gewone steekmier (Myrmica rubra), soms de moerassteekmier (Myrmica scabrinodis), en eten de eitjes en de larven. In de nesten van de gewone steekmier kunnen meerdere rupsen tegelijk voorkomen. Het gebeurt wel dat de rupsen het gehele nest vernietigen door alle broed op te eten. Dat betekent veelal dat een volgende generatie een andere plaats moet zoeken. 
De vliegtijd is van juni tot in augustus.